# ʻOʻua
ʻOʻua (auch: Fonou-Foua, O-ooa) ist eine Insel im Süden von Haʻapai im Pazifik. Sie gehört politisch zum Königreich Tonga.

## Geographie
Das Motu liegt im Gebiet von Lulunga bei Tungua und Luanamo. Die Insel bildet die Westspitze eines Riffs, welches bis Lekeleka im Osten reicht.

## Klima
Das Klima ist tropisch heiß, wird jedoch von ständig wehenden Winden gemäßigt. Ebenso wie die anderen Inseln der Haʻapai-Gruppe wird ʻOʻua gelegentlich von Zyklonen heimgesucht.